# Pharidae
Pharidae — семейство морских, солоноватоводных и пресноводных двустворчатых моллюсков из отряда Adapedonta подкласса Разнозубые. Известны в ископаемом виде.
Моллюски небольших и средних размеров, длина раковины до 23 см. Створки раковины симметричные, часто тонкие и хрупкие, длинные и узкие с закругленными концами. Раковина состоит из арагонита, внешняя скульптура гладкая с коммаргинальными линиями роста. На внутренней стороне створок нет перламутра. Мантийная линия имеет короткий или умеренно глубокий синус. Известны в ископаемом виде с мелового периода.
Это морские или эстуарные детритофаги. Могут быстро зарываться в мягкий и сыпучий грунт, например в песок и ил. Роют постоянные вертикальные норы, по которым они могут быстро подниматься и опускаться, а некоторые виды способны проплывать небольшие расстояния, спасаясь от хищника, прежде чем быстро зарыться снова. Pharidae обитают по всему миру в приливно-отливных зонах, мангровых зарослях и на континентальных шельфах.

## Классификация
По данным Molluscabase, на январь 2025 года семейство включает следующие подсемейства и роды:
- - Capistrocardia Tate, 1887 †
- Cultellinae A. M. Davies, 1935
  - Afrophaxas Cosel, 1993
  - Cultellus Schumacher, 1817
  - Ensiculus H. Adams, 1861
  - Ensis Schumacher, 1817
  - Phaxas Leach, 1852
  - Sinucultellus Cosel, 1993
- Pharellinae Stoliczka, 1870
  - Cenonovaculina Jeratthitikul & Sutcharit, 2024
  - Novaculina W. H. Benson, 1830
  - Orbicularia Deshayes, 1850
  - Pharella J. E. Gray, 1854
  - Sinonovacula Prashad, 1924
- Pharinae H. Adams & A. Adams, 1856
  - Nasopharus Cosel, 1993
  - Pharus J. E. Gray, 1840
  - Sinupharus Cosel, 1993
- Siliquinae Bronn, 1862
  - Siliqua Megerle von Mühlfeld, 1811